# Janina Pawliszewska

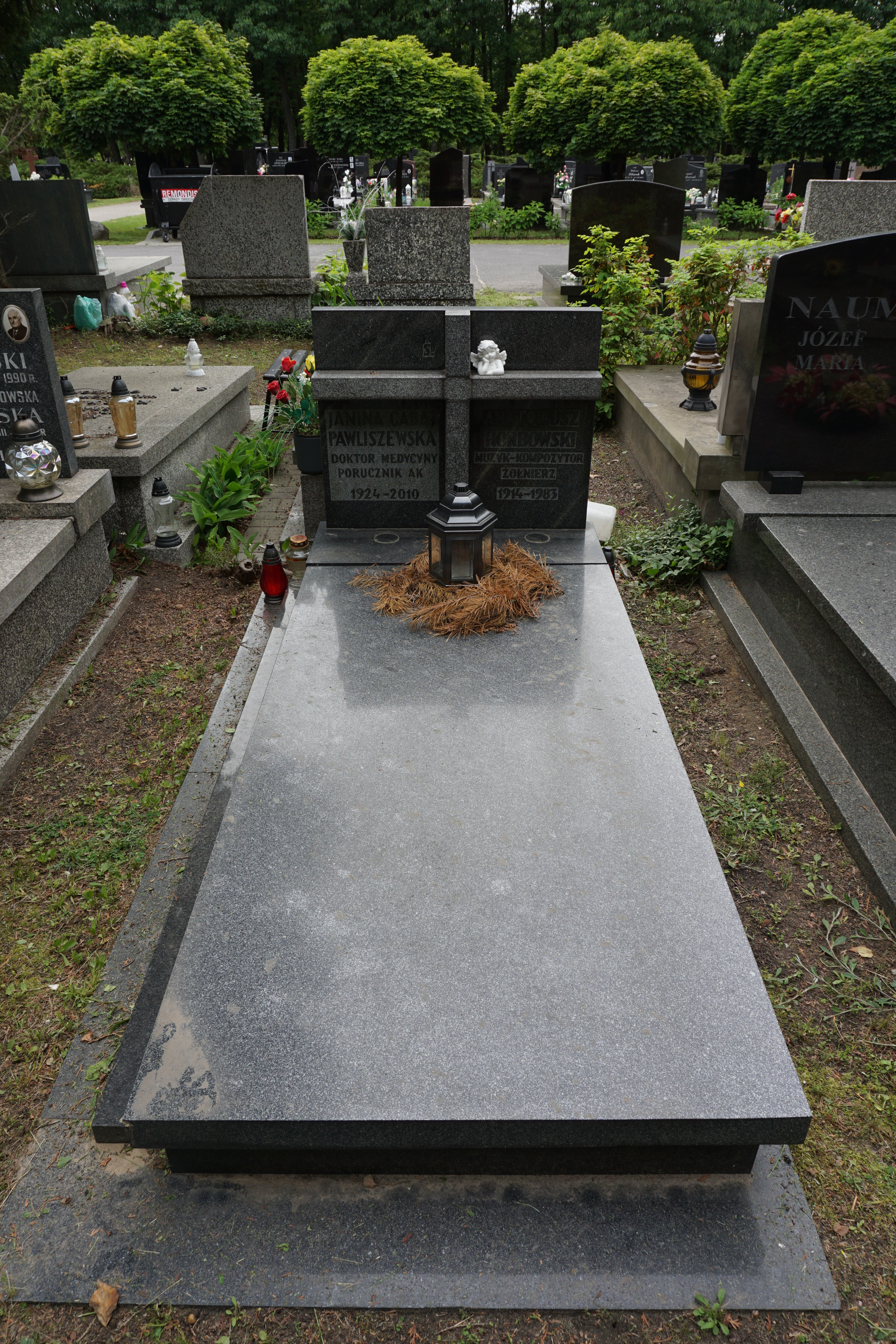
Grób Janiny Pawliszewskiej na cmentarzu Komunalnym Północnym

Janina Pawliszewska z d. Cabaj, ps. „Płomień” (ur. 10 listopada 1924, zm. 27 lutego 2010) – polska lekarka, „Sprawiedliwa wśród Narodów Świata”.

## Życiorys
Janina Pawliszewska była córką Jana Cabaja, oficera Wojska Polskiego oraz Tatiany z domu Steinwachen. Miała siostrę Antoninę. W latach 1930–1938 Cabajowie mieszkali w Kołomyi, później przeprowadzili się do Garwolina. Ich sąsiadami w Kołomyi była rodzina Grünbergów – Baruch i Freda z domu Zuckerman z dziećmi: Miriam i Karolem. Janina przyjaźniła się z Miriam, z którą uczęszczała do szkoły, Antonina zaś przyjaźniła się z Karolem. Podczas okupacji niemieckiej Jan działał w ruchu oporu. Antonina z Janiną były członkiniami Armii Krajowej, Janina w obwodzie „Gołąb”.
W 1941 Grünbergowie znaleźli się w getcie w Kołomyi, następnie zaś w Stanisławowie. Baruch i Karol zginęli. Freda wraz z córką zostały złapane w getcie w Stanisławowie w listopadzie 1942. Zbiegły podczas transportu. Podczas ucieczki Freda w wyniku skoku złamała obie nogi. Miriam sama dotarła do Cabajów, gdzie otrzymała schronienie i pozostawała na utrzymaniu do stycznia 1943. Od przyjaciółki dostała dokumenty na nazwisko Helena Balkowska. Miriam, mimo zapewnień Cabajów, że może zostać u nich, na początku 1943 udała się do Warszawy, gdzie uzyskała kennkartę. Pracowała jako pomoc kuchenna i sprzątaczka. Na niedziele przyjeżdżała do Cabajów. W październiku 1944 opuściła Warszawę razem z żandarmerią. Na początku marca 1945 została wyzwolona przez oddziały amerykańskie w Ahlen. Po wojnie pozostała w Niemczech, gdzie wyszła za mąż za Helmuta Sandera (1921–1993). Utrzymywała kontakt z Cabajami, zwłaszcza z Janiną, która ją odwiedzała.
W 1943 Niemcy aresztowali Jana Cabaja za działalność konspiracyjną. W kwietniu 1944 został stracony na Zamku Lubelskim. Antonina oraz Janina po wojnie osiadły w Warszawie. Janina ukończyła medycynę, obroniła pracę doktorską, była uczennicą prof. Witolda Eugeniusza Orłowskiego. Pełniła funkcję zastępcy ordynatora w Szpitalu im. Orłowskiego w Warszawie. Pochowana na Cmentarzu Północnym.
W 1991 cała rodzina Cabajów została odznaczona medalami Sprawiedliwych wśród Narodów Świata.